# Idioma sec
El sec o sechura es un idioma ya extinto originario de la provincia peruana de Sechura en la costa norte del Perú. Se considera que podría pertenecer a una hipotética familia de lenguas tallán-sechura.
De acuerdo a la Coronica Moralizadora del padre agustino Antonio de la Calancha, era uno de los tres que se hablaban en el norte de lo que ahora es la República de Perú, que incluye el quingnam y el mochica. Se aprecia en topónimos como Piura, Sechura, Tangarará, Talara, etc. El obispo Baltasar Jaime Martínez Compañón compiló una lista de palabras en las lenguas del obispado de Trujillo, en la que se incluye una treintena de palabras en sechura.